# ヘリコバクター属
ヘリコバクター属とは、イプシロンプロテオバクテリア綱ヘリコバクター科に属する基準属である。グラム陰性の非芽胞形成嫌気性ないし微好気性らせん菌である。通常ペニシリン等の抗生物質に感受性で、鞭毛を有し、運動性がある。基準種はヘリコバクター・ピロリ。名称はらせんの桿菌を意味する。GC比は42から48。元々カンピロバクター属に含まれていたが、1989年にGoodwinらが独立属である事を明らかにした。およそ35の菌種がヘリコバクター属に含まれる。
鳥や哺乳類などの消化器官、肝臓などから発見されている。オキシダーゼ陽性、カタラーゼ陽性。ウレアーゼは陽性のものと陰性のものがある。基準種のヘリコバクター・ピロリは尿素を分解して周囲のpHをpH 6 - 7まで上げることで酸性条件下でも生育することができ、最大50%のヒトに感染している。

## タンパク質の特徴
比較ゲノム解析により、ヘリコバクター科が持つ独自のタンパク質が11個同定された。この中で7個はヘリコバクター科の全ての種が持つが、残りの4つはWollinellaでしか認められず、ヘリコバクター属の菌には認められない。また、rpoB遺伝子とrpoC遺伝子の融合が起きているのもこの科に特徴的な現象である。

## 属菌
ヘリコバクター・ピロリ以外にもヘリコバクター属細菌がヒトに感染している事が明らかにされている。一部の菌はヒト以外の動物に対して腫瘍原性を示し、またヒトのクローン病などの疾患とも関連性が指摘されているため、医学・獣医学上の重要性が認識されている。
- H. valdiviensis
- H. anseris
- H. mustelae
- H. pametensis
- H. brantae
- H. cholecystus
- H. cetorum
- H. acinonychis
- H. nemestrinae
- H. pylori
- H.heilmannii
- H. felis
- H. baculiformis
- H. bizzozeronii
- H. cynogastricus
- H. salmonis

- H. aurati
- H. mesocricetorum
- H. ganmani
- H. rodentium
- H. pullorum
- H. canadensis
- H. equorum
- H. mastomyrinus
- H. macacae
- H. marmotae
- H. trogontum
- H. fennelliae
- H. cinaedi
- H. bilis
- H. canis
- H. hepaticus
- H. muridarum
- H. typhlonius